# Tarsilla
Tarsilla (* in Rom; † 24. Dezember 565 ebenda) war eine heilige Jungfrau aus dem 6. Jahrhundert.

## Biographie
Sie war die Schwester von Aemiliana und von Gordiana sowie Tante von Papst Gregor I.
Sie führte ein asketisches Leben der Buße und des Gebets in ihrem Elternhaus mit ihrer Schwester Aemiliana. Ihre Todesursachen  war laut Papst Gregor I., wie er in einer Predigt sagte, Fieber.
An der Stelle ihres Elternhauses steht heute die Kirche San Gregorio Magno al Celio.
In einer Vision habe ihr Verwandter, der verstorbene Papst Felix III., ihr den Tod angekündigt. Bei ihrem Ableben sollen sich Wunder ereignet haben.

## Gedenktag und Namensbedeutung
Name bedeutet: die kleine Mutige (griech.)
Gedenktag (katholisch): 24. Dezember